# Regimantas Čiupaila
Regimantas Čiupaila (ur. 20 sierpnia 1956 w Kownie) – litewski polityk, matematyk, informatyk, nauczyciel akademicki, od 2007 do 2008 minister spraw wewnętrznych w rządzie Gediminasa Kirkilasa.

## Życiorys
W 1979 ukończył studia na wydziale matematycznym Uniwersytetu Wileńskiego. Następnie podjął zaoczne studia doktoranckie. W 1992 uzyskał stopień doktora matematyki. W 2004 otrzymał tytuł docenta pedagogiki.
Do 1992 pracował jako inżynier programista w centrum obliczeniowym Uniwersytetu Wileńskiego. Od 1992 był zatrudniony na Wileńskim Uniwersytecie Technicznym im. Giedymina jako docent w katedrze modelowania matematycznego, w latach 1992–1996 pełnił funkcję kierownika biura współpracy zagranicznej. W 2001 został docentem na Uniwersytecie Michała Römera.
Był radnym Wilna w latach 1990–1996 oraz wiceprzewodniczącym Rady Miejskiej Wilna w latach 1990–1991. W latach 1996–2000 sprawował mandat posła na Sejm, pełniąc w nim funkcje wiceprzewodniczącego komisji spraw europejskich oraz delegata do Zgromadzenia Parlamentarnego Rady Europy. W latach 2006–2007 był wiceministrem spraw wewnętrznych. 17 grudnia 2007 został powołany na stanowisko ministra spraw wewnętrznych w rządzie Gediminasa Kirkilasa.
Od lat 90. działał w Litewskim Związku Centrum. Zasiadał w radzie i zarządzie tej partii, a po jej zjednoczeniu w 2003 z innymi ugrupowaniami centrowymi i utworzeniu Związku Liberałów i Centrum wszedł do jego zarządu. W wyborach parlamentarnych w 2008 bez powodzenia ubiegał się o mandat poselski z ramienia tej partii. 9 grudnia tego samego roku zakończył urzędowanie na stanowisku ministra. Pozostał w resorcie spraw wewnętrznych jako doradca nowego ministra. Bez powodzenia kandydował na radnego Wilna w wyborach w 2011, a rok później również bezskutecznie startował ponownie do Sejmu. W 2014 przystąpił do Litewskiego Związku Wolności, z jego listy wystartował w wyborach do Sejmu w 2016. W 2020 i 2024 był natomiast kandydatem do parlamentu z ramienia powstałej m.in. na bazie tej partii Wolności i Sprawiedliwości.